# Diócesis de Concordia-Pordenone
La diócesis de Concordia-Pordenone (en latín: Dioecesis Concordiensis-Portus Naonis y en italiano: Diocesi di Concordia-Pordenone) es una circunscripción eclesiástica de la Iglesia católica en Italia. Se trata de una diócesis latina, sufragánea del patriarcado de Venecia. Desde el 25 de febrero de 2011 su obispo es Giuseppe Pellegrini.

## Territorio y organización

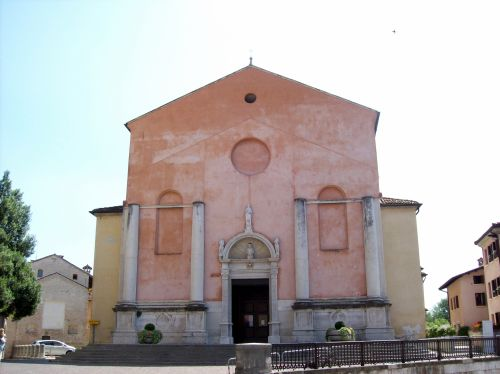
Concatedral de San Marcos Evangelista, en Pordenone

La diócesis tiene 2695 km² y extiende su jurisdicción sobre los fieles católicos de rito latino residentes en:
- el ente de descentralización regional de Údine de la región de Friul-Venecia Julia, comprendiendo la fracción Pozzis de la comuna de Verzegnis, incluida en la parroquia de Pielungo-San Francesco;
- el ente de descentralización regional de Pordenone de la región de Friul-Venecia Julia, comprendiendo las comunas de: Erto e Casso (excepto la fracción de Casso), Cimolais, Claut, Frisanco, Tramonti di Sopra, Andreis, Barcis, Montereale Valcellina, Maniago, Fanna, Vajont, Cavasso Nuovo, Meduno, Arba, Tramonti di Sotto, Sequals, Travesio, Castelnovo del Friuli, Pinzano al Tagliamento, Clauzetto, Vito d'Asio, Spilimbergo, Vivaro, Aviano, San Giorgio della Richinvelda, Budoia, Polcenigo, Roveredo in Piano, San Quirino, San Martino al Tagliamento, Cordenons, Fontanafredda, Valvasone Arzene (creada en 2015 por fusión de las comunas de Valvasone y Arzene), Pordenone, Zoppola, Casarsa della Delizia, Porcia, Fiume Veneto, San Vito al Tagliamento, Azzano Decimo, Chions, Pravisdomini, Pasiano di Pordenone, Cordovado, Sesto al Reghena, Morsano al Tagliamento, la fracción de San Odorico de la comuna de Sacile, las fracciones de Maron y Tamai de la comuna de Brugnera y la comuna de Prata di Pordenone (excepto las fracciones de Ghirano y Villanova);
- la provincia de Treviso de la región de Véneto, comprendiendo la comuna de Meduna di Livenza y la fracción Lorenzaga de la comuna de Motta di Livenza;
- la ciudad metropolitana de Venecia de la región de Véneto, comprendiendo las comunas de: Cinto Caomaggiore, Pramaggiore, Annone Veneto, Portogruaro, Gruaro, Teglio Veneto, Fossalta di Portogruaro, Santo Stino di Livenza, Concordia Sagittaria, San Michele al Tagliamento y las fracciones Brussa y Castello de la comuna de Caorle.

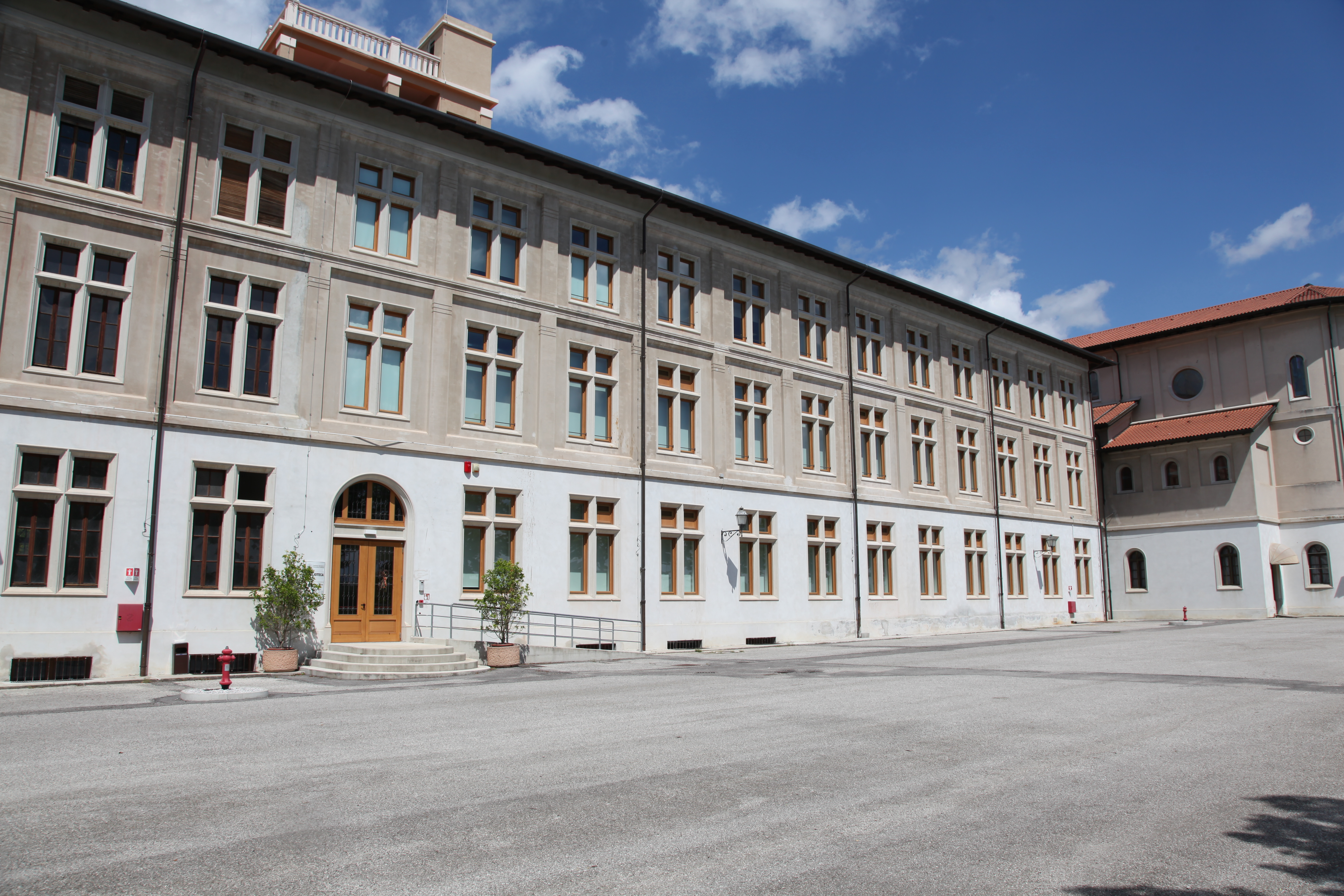
Sede de la biblioteca del seminario diocesano

La sede de la diócesis se encuentra en la ciudad de Pordenone, en donde se halla la Concatedral de San Marcos Evangelista. En Concordia Sagittaria se encuentra la Catedral de San Esteban el Protomártir, bajo la cual se encuentran los restos de la catedral original dedicada a los Santos Apóstoles.
En 2023 en la diócesis existían 190 parroquias agrupadas en 28 unidades pastorales, y estas en 8 foranías:
- Foranía del Alto Livenza: unidades pastorales de Aviano, Fontanafredda, Porcia y Roveredo-San Quirino;
- Foranía de Azzano Decimo: unidades pastorales de Azzano Decimo, Chions, Fiume Veneto y Prata;
- Foranía del Basso Livenza: unidades pastorales de Annone Veneto, Pasiano y San Stino;
- Foranía de Maniago: unidades pastorales de Fanna, Maniago y Montereale-Cimolais;
- Foranía de Pordenone: unidades pastorales de Pordenone Centro, Pordenone Nord, Pordenone Sud y Cordenons;
- Foranía del Portogruarese: unidades pastorales de Concordia, Fossalta di Portogruaro, Gruaro-Summaga, Portogruaro y San Michele al Tagliamento;
- Foranía de San Vito: unidades pastorales de Casarsa-Zoppola, Morsano-Sesto y San Vito al Tagliamento;
- Foranía de Spilimbergo: unidades pastorales de San Giorgio-Valvasone y Spilimberghese-Val d'Arzino.

## Historia
La diócesis toma su nombre de la ciudad romana de Iulia Concordia (hoy Concordia Sagittaria), que se cree que fue fundada probablemente en el 42 a. C., y que era una statio en la Vía Annia entre Altino y Aquilea.
Los orígenes del cristianismo en la ciudad son inciertos. La tradición local recuerda a un grupo de cristianos de Vicenza, asesinados en Concordia durante la persecución de Diocleciano alrededor del año 304 y venerados como mártires, cuyas reliquias se conservan en una capilla especial de la actual catedral. También es incierto el tiempo de la evangelización del "agro concordiese", es decir la zona comprendida entre los ríos Tagliamento y Livenza (que corresponde más o menos a la antigua provincia de Pordenone) y que constituirá el territorio diocesano. La presencia de antiguos recuerdos vinculados a Aquilea, como la iglesia parroquial de los Santos Ilario y Taziano en Torre di Pordenone, la iglesia de San Vigilio en Pieve di Porcia y la iglesia de Sant'Ermacora en Chions, lleva a suponer que el cristianismo llegó a la zona de Pordenone desde Aquilea y no desde Concordia.
La diócesis de Concordia fue erigida en el siglo IV. La primera catedral fue consagrada por el arzobispo de Aquilea Cromacio entre el 388 y el 389 aproximadamente y estaba dedicada a los santos Apóstoles, algunas de cuyas reliquias fueron depositadas allí. Al mismo tiempo fue consagrado un obispo, cuyo nombre se desconoce, que los historiadores consideran el primer obispo diocesano, aunque se ha avanzado la hipótesis de que era un corepíscopo sometido a la autoridad del obispo de Aquilea. El primer obispo cierto de una diócesis separada es Chiarissimo, presente en el sínodo de Grado en 579 y en el de Marano en 590; Concordia aparece aquí como sufragánea del patriarcado de Aquilea, y seguirá siéndolo incluso después de la creación del patriarcado de Grado.
Tras la invasión de los lombardos, acompañada de la destrucción de Concordia, el obispo, con el clero y los fieles, se refugió en Caorle, en los dominios bizantinos, donde la diócesis sobrevivió durante un período no especificado. En la época del obispo Pietro, a principios del siglo IX, la sede episcopal había regresado ciertamente a Concordia, donde se había construido una nueva catedral dedicada a san Esteban, pero mientras tanto se había producido una escisión que había dado origen a la sede autónoma de Caorle, quizás también a causa del cisma tricapitolino al que se había adherido el obispo Chiarissimo (un desarrollo similar a la separación entre Aquilea y Grado).
En una bula emitida por el papa Urbano III el 12 de marzo de 1186 al obispo Gionata, se enumeraron por primera vez todas las posesiones y propiedades bajo la jurisdicción de los obispos de Concordia, incluidas cuarenta pieves.
En los siglos XIV y XV, debido principalmente a la acción de los ríos Tagliamento y Livenza, la zona de Concordia sufrió una importante transformación morfológica y se inició un anegamiento que sumergió algunas iglesias parroquiales y pueblos costeros. Por este motivo, aunque nominalmente mantuvo el título de sede episcopal, Concordia decayó rápidamente y los obispos prefirieron trasladar su residencia a Portogruaro o incluso fuera de la diócesis (Venecia). Ya en 1425, el papa Martín V ordenó el traslado de la sede a Portogruaro, pero el decreto tuvo que ser revocado por su sucesor Eugenio IV, a petición del capítulo catedralicio y de la comunidad de Portogruaro. La traslación oficial tuvo lugar más tarde con la bula de Sixto V del 29 de marzo de 1586. La iglesia de Sant'Andrea llegó a asumir el papel de iglesia auxiliar, pero nunca tuvo el título de concatedral.
En 1704 el obispo Paolo Vallaresso erigió el seminario diocesano, fijando su sede en Portogruaro en la iglesia de San Cristoforo.
Concordia fue siempre sufragánea del patriarcado de Aquilea, cuando este fue suprimido en 1753 pasó a la sede metropolitana de la arquidiócesis de Údine, a la que permaneció unida hasta 1818, año en el que, mediante la bula De salute Dominici gregis, fue asignada como sufragánea del patriarcado de Venecia. Al mismo tiempo se modificaron los límites con la diócesis de Údine, con el traslado de la parroquia de Turrida, pero adquiriendo las de Aviano, Sesto, Corbolone, Bando di Saletto, Cimolais, Claut, Erto y Torrate.
En los últimos dos siglos se han producido una serie de modificaciones territoriales encaminadas a eliminar los diversos enclaves de la arquidiócesis de Údine en la zona de Concordia y a reorganizar los confines orientales coincidiendo con el cambio de curso del Tagliamento. Ya en 1794 las seis parroquias de la suprimida abadía territorial de Sesto se unieron en Concordia. El 1 de mayo de 1818, mediante la bula De salute dominici gregis del papa Pío VII, la jurisdicción de Concordia se extendió a las antiguas parroquias de Údine de Castello d' Aviano, Erto, Cimolais, Claut, Corbolone, Sesto y Torrate, así como a Saletto-Bando, localidad sin autonomía propia e incluida en la jurisdicción de Morsano; por otra parte, cedió a las vecinas cuatro ramas de la antigua parroquia de San Giorgio della Richinvelda, a saber, Rivis, Turrida, Grions y Redenzicco. Un nuevo cambio se produjo el 13 de noviembre de 1923 con la inclusión de Meduna di Livenza y Carbona, siempre de Údine. Las últimas adquisiciones del siglo XX, siempre procedentes de Údine, fueron decididas por la Congregación para los Obispos el 18 de octubre de 1974 y afectaron a San Paolo y Mussons (en la comuna de Morsano al Tagliamento).
Durante la Primera Guerra Mundial, en Portogruaro se produjeron motines en los que también fue golpeado Francesco Isola, que por este motivo presentó su dimisión a la Santa Sede. Esta, además de aceptar la renuncia, ordenó también el traslado de la residencia episcopal, de la curia y del seminario a Pordenone. Debido a la oposición local, el traslado del seminario sólo fue posible, lo que tuvo lugar en el año 1919.
Después de la promoción de Pordenone a capital provincial (1968), con el decreto In dioecesi Concordiensi del 12 de enero de 1971 la Congregación para los Obispos estableció el nuevo título de la diócesis como Concordia-Pordenone. Con el sucesivo decreto Novissimis hisce del 26 de octubre de 1974, la misma Congregación ordenó el traslado de la sede episcopal de Portogruaro a Pordenone, elevando contemporáneamente la Catedral de San Marcos en Pordenone a la dignidad de concatedral.
En abril-mayo de 1992 la diócesis acogió la visita pastoral del papa Juan Pablo II. Fue la primera visita pastoral de un papa a la diócesis. En el pasado, los papas Gregorio XII y Pío VI pasaron por el territorio para acudir al Concilio de Cividale (1409) y a Viena (1782).
El 29 de junio de 2018, mediante el decreto Quo aptius de la Congregación para los Obispos, adquirió del patriarcado de Venecia las dos parroquias de las fracciones de Brussa y Castello, en la comuna de Caorle.

## Estadísticas
Según el Anuario Pontificio 2024 la diócesis tenía a fines de 2023 un total de 366 642 fieles bautizados.
| Año                                                                             | Población            | Población | Población      | Sacerdotes | Sacerdotes    | Sacerdotes    | Bautizados por sacerdote | Diáconos permanentes | Religiosos | Religiosos | Parroquias |
| Año                                                                             | Bautizados católicos | Total     | % de católicos | Total      | Clero secular | Clero regular | Bautizados por sacerdote | Diáconos permanentes | Varones    | Mujeres    | Parroquias |
| ------------------------------------------------------------------------------- | -------------------- | --------- | -------------- | ---------- | ------------- | ------------- | ------------------------ | -------------------- | ---------- | ---------- | ---------- |
| 1950                                                                            | 316 820              | 316 858   | 100.0          | 309        | 292           | 17            | 1025                     |                      | 10         | 49         | 174        |
| 1970                                                                            | ?                    | 301 188   | ?              | 408        | 348           | 60            | ?                        |                      | 109        | 756        | 192        |
| 1980                                                                            | 320 000              | 321 035   | 99.7           | 375        | 316           | 59            | 853                      |                      | 91         | 603        | 204        |
| 1990                                                                            | 332 791              | 334 129   | 99.6           | 351        | 294           | 57            | 948                      | 2                    | 71         | 422        | 188        |
| 1999                                                                            | 337 204              | 339 322   | 99.4           | 344        | 283           | 61            | 980                      | 15                   | 73         | 307        | 188        |
| 2000                                                                            | 337 604              | 339 880   | 99.3           | 338        | 273           | 65            | 998                      | 16                   | 87         | 292        | 188        |
| 2001                                                                            | 338 528              | 341 093   | 99.2           | 344        | 275           | 69            | 984                      | 17                   | 95         | 268        | 188        |
| 2002                                                                            | 339 422              | 342 340   | 99.1           | 335        | 268           | 67            | 1013                     | 16                   | 104        | 282        | 188        |
| 2003                                                                            | 339 118              | 342 711   | 99.0           | 343        | 276           | 67            | 988                      | 16                   | 92         | 261        | 188        |
| 2004                                                                            | 341 687              | 346 177   | 98.7           | 333        | 270           | 63            | 1026                     | 16                   | 74         | 254        | 188        |
| 2006                                                                            | 345 361              | 350 102   | 98.6           | 321        | 265           | 56            | 1075                     | 17                   | 73         | 245        | 188        |
| 2013                                                                            | 359 517              | 368 483   | 97.6           | 295        | 252           | 43            | 1218                     | 19                   | 54         | 214        | 188        |
| 2014                                                                            | 367 846              | 375 699   | 97.9           | 285        | 242           | 43            | 1291                     | 17                   | 54         | 211        | 188        |
| 2016                                                                            | 364 138              | 374 670   | 97.2           | 291        | 243           | 48            | 1251                     | 18                   | 63         | 201        | 188        |
| 2019                                                                            | 365 199              | 377 027   | 96.9           | 261        | 222           | 39            | 1399                     | 21                   | 51         | 161        | 190        |
| 2021                                                                            | 346 759              | 376 109   | 92.2           | 243        | 210           | 33            | 1426                     | 22                   | 44         | 161        | 190        |
| 2023                                                                            | 366 642              | 378 090   | 97.0           | 248        | 213           | 35            | 1478                     | 25                   | 43         | 115        | 190        |
| Fuente: Catholic-Hierarchy, que a su vez toma los datos del Anuario Pontificio. |                      |           |                |            |               |               |                          |                      |            |            |            |

## Episcopologio
- Anónimo † (fines del siglo IV)
- Chiarissimo † (antes de 579-después de 590)
- Augusto † (mencionado en 591)
- Giovanni I † (mencionado en 604)
- Pietro † (mencionado en 802)
- Anselmo † (mencionado en 827)
- Tomicario (o Toringario) † (mencionado en 844)
- Adelmano † (mencionado en 901)
- Alberico † (mencionado en 963)
- Benzone † (mencionado en 996)
- Majo † (antes de 1015-después de 1027)
- Rodberto † (mencionado en 1031)
- Giovanni II † (mencionado en 1042 circa)
- Runno †
- Diotwino (Diduino) † (mencionado en 1063)
- Regimpoto (Rempozio) † (mencionado en 1089)
- Riwino † (mencionado en 1106)
- Otto I † (antes de 1118-después de 1121)
- Artmanno † (mencionado en 1136)
- Gervico † (antes de 1139-después de 1162)
- Conone † (mencionado en 1164)
- Gerardo † (antes de 1177-1179 o 1180)
- Gionata † (antes de abril de 1180-13 de septiembre de 1187 falleció)
- Romolo † (circa 1188-después de 1196 falleció)
- Volderico † (antes de 1203-después de 1211)
- Oddo (Otto II) † (1214-1216 depuesto)
- Almerico † (1216-?)
- Federico da Prata † (entre diciembre de 1220 y enero de 1221-19 de noviembre de 1250 falleció)
- Guglielmo da Cividale † (5 de enero de 1251-?)
- Warnerio (o Guarnerio) da Polcenigo † (12 de junio de 1251-circa 1252 falleció)
  - Tisone da Camino † (25 de octubre de 1252-1257 falleció)  (administrador apostólico)
- Alberto da Collice † (26 de julio de 1260-3 de julio de 1268 falleció)
- Fulcherio di Zuccola, O.F.M. † (circa 1269-17 de abril de 1293 falleció)
- Giacomo d'Ottonello † (27 de abril de 1293-10 de diciembre de 1317 falleció)
- Artuico di Castello † (28 de diciembre de 1317-1331 falleció)
- Guido, O.S.B.Cam. † (5 de abril de 1331-23 de marzo de 1333 falleció)
- Uberto da Cesena † (21 de abril de 1333-22 de agosto de 1334 falleció)
- Guido de Guisis † (16 de septiembre de 1334-17 de junio de 1347 falleció)
- Costantino di Savorgnano † (12 de diciembre de 1347-7 de mayo de 1348 falleció)
- Pietro da Clausello † (30 de mayo de 1348-25 de octubre de 1360 falleció)
- Guido de Barzis † (15 de febrero de 1361-10 de octubre de 1380 nombrado obispo de Módena)
- Ambrogio da Parma † (10 de octubre de 1380-1389 nombrado arzobispo a título personal de Viterbo y Tuscania)
- Agostino di Boemia, O.E.S.A. † (7 de marzo de 1389-22 de mayo de 1392 falleció)
- Antonio Panciera † (12 de julio de 1392-27 de febrero de 1402 nombrado patriarca de Aquilea)
- Antonio Da Ponte † (27 de febrero de 1402-26 de junio de 1409 nombrado patriarca de Aquilea)
- Enrico di Strassoldo † (6 de septiembre de 1409-circa 1432 falleció)
- Daniele Scoti † (7 de enero de 1433-11 de julio de 1443 falleció)
- Giovanni Battista dal Legname † (19 de julio de 1443-6 de abril de 1455 falleció)
- Antonio Feletto † (2 de mayo de 1455-15 de octubre de 1488 falleció)
- Leonello Chiericato † (22 de octubre de 1488-19 de agosto de 1506 falleció)
- Francesco Argentino † (24 de agosto de 1506-23 de agosto de 1511 falleció)
- Giovanni Argentino † (10 de septiembre de 1511-1533 falleció)
  - Marino Grimani † (julio de 1533-1537) (administrador apostólico)
- Pietro Querini † (11 de abril de 1537-1 de diciembre de 1584 falleció)
- Marino Querini † (13 de mayo de 1585-agosto de 1585 falleció)
- Matteo Sanudo I † (26 de agosto de 1585-1616 renunció)
- Matteo Sanudo II † (1616 por sucesión[nota 1]-22 de febrero de 1641 falleció)
- Benedetto Cappello † (21 de octubre de 1641-22 de agosto de 1667 falleció)
  - Bartolomeo Gradenigo † (14 de noviembre de 1667-27 de febrero de 1668 nombrado obispo de Treviso) (obispo electo)[nota 2]
- Agostino Premoli † (9 de abril de 1668-octubre de 1692 falleció)
- Paolo Vallaresso † (9 de marzo de 1693-23 de noviembre de 1723 falleció)
- Giacomo Maria Erizzo, O.P. † (26 de junio de 1724-26 de noviembre de 1760 falleció)
- Alvise Maria Gabrieli † (6 de abril de 1761-12 de julio de 1779 nombrado obispo de Vicenza)
- Giuseppe Maria Bressa, O.S.B. † (12 de julio de 1779-13 de enero de 1817 falleció)
  - Sede vacante (1817-1819)
- Pietro Carlo Antonio Ciani † (27 de septiembre de 1819-31 de julio de 1825 falleció)
- Carlo Fontanini, C.M. † (9 de abril de 1827-1 de noviembre de 1848 falleció)
- Angelo Fusinato † (20 de mayo de 1850-28 de julio de 1854 falleció)
- Andrea Casasola † (17 de diciembre de 1855-28 de septiembre de 1863 nombrado arzobispo de Údine)
  - Sede vacante (1863-1866)
- Nicolò Frangipane † (8 de enero de 1866-27 de enero de 1872 falleció)
- Pietro Cappellari † (6 de mayo de 1872-6 de mayo de 1881 renunció[nota 3])
- Domenico Pio Rossi, O.P. † (13 de mayo de 1881-29 de octubre de 1892 falleció)
- Pietro Zamburlini † (16 de enero de 1893-22 de junio de 1896 nombrado arzobispo de Údine)
- Francesco Isola † (22 de junio de 1896-14 de febrero de 1919 renunció[nota 4])
- Luigi Paulini † (10 de marzo de 1919-24 de febrero de 1945 falleció)
- Vittorio D'Alessi † (10 de octubre de 1945-9 de mayo de 1949 falleció)[nota 5]
- Vittorio De Zanche † (23 de septiembre de 1949-14 de abril de 1977 falleció)
- Abramo Freschi † (14 de abril de 1977 por sucesión-19 de julio de 1989 retirado)[nota 6]
- Sennen Corrà † (19 de julio de 1989-16 de septiembre de 2000 retirado)
- Ovidio Poletto (16 de septiembre de 2000-25 de febrero de 2011 retirado)
- Giuseppe Pellegrini, desde el 25 de febrero de 2011